# 梁宇 (外交官)
梁宇（1968年1月—），中华人民共和国外交官，曾任中华人民共和国驻多民族玻利维亚国特命全权大使和中华人民共和国驻秘鲁共和国特命全权大使，现挂职中国红十字会副会长。

## 生平
1990年，进入中华人民共和国外交部工作，先后在外交部拉丁美洲司、驻古巴大使馆任职。2006年，任驻秘鲁大使馆参赞。2009年，任外交部拉丁美洲和加勒比司参赞。2010年，任中国人民政治协商会议全国委员会办公厅外事局副局长。2012年，任常驻美洲国家组织观察员办事处首席副观察员、公使衔参赞。2017年7月，出任中华人民共和国驻玻利维亚大使。2019年11月，出任中华人民共和国驻秘鲁大使。2022年7月，自驻秘鲁大使离任。后挂职中国红十字会副会长。